# Antoni Grabianka
Antoni Grabianka herbu Leszczyc (zm. w 1743 roku) – podkomorzy czerski w 1739 roku, chorąży czerski w 1726 roku, podczaszy czerski w 1723 roku, podczaszy warszawski w 1720 roku.
Syn Franciszka Wojciecha i Barbary Biejkowskiej. Żonaty z Teresą z Bekierskich miał synów: Adama, Józefa, Jana i Jacentego oraz córki Annę i Magdalenę.
Poseł na sejm z limity 1719/1720 roku z ziemi halickiej.